# Kuzuryūko-Linie

Verlauf der Kuzuryūko-Linie.

Die Kuzuryūko-Linie (宇九頭竜湖線 Kuzuryūko-sen) ist eine von JR West betriebene eingleisige, nicht elektrifizierte Bahnstrecke in Kapspur, die ihren Namen vom Endbahnhof, der Kuzuryūko-eki (宇九頭竜湖駅) in der Präfektur Fukui im Zentrum der japanischen Insel Honshū hat.

## Strecke

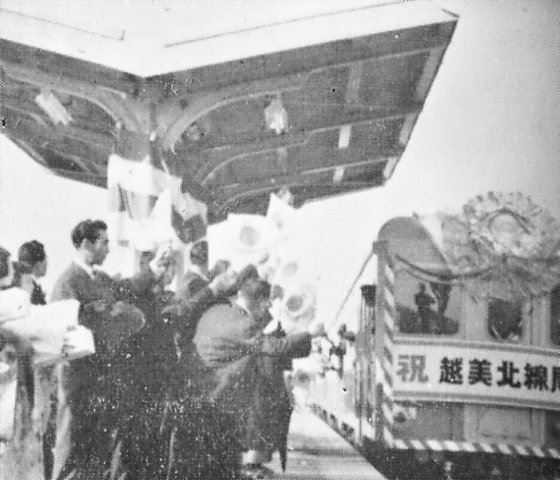
Eröffnung der Etsumi-hoku-sen am 15. Dezember 1960 in Asuwa (heute nach Fukui eingemeindet als Higashi-Ashiwa).

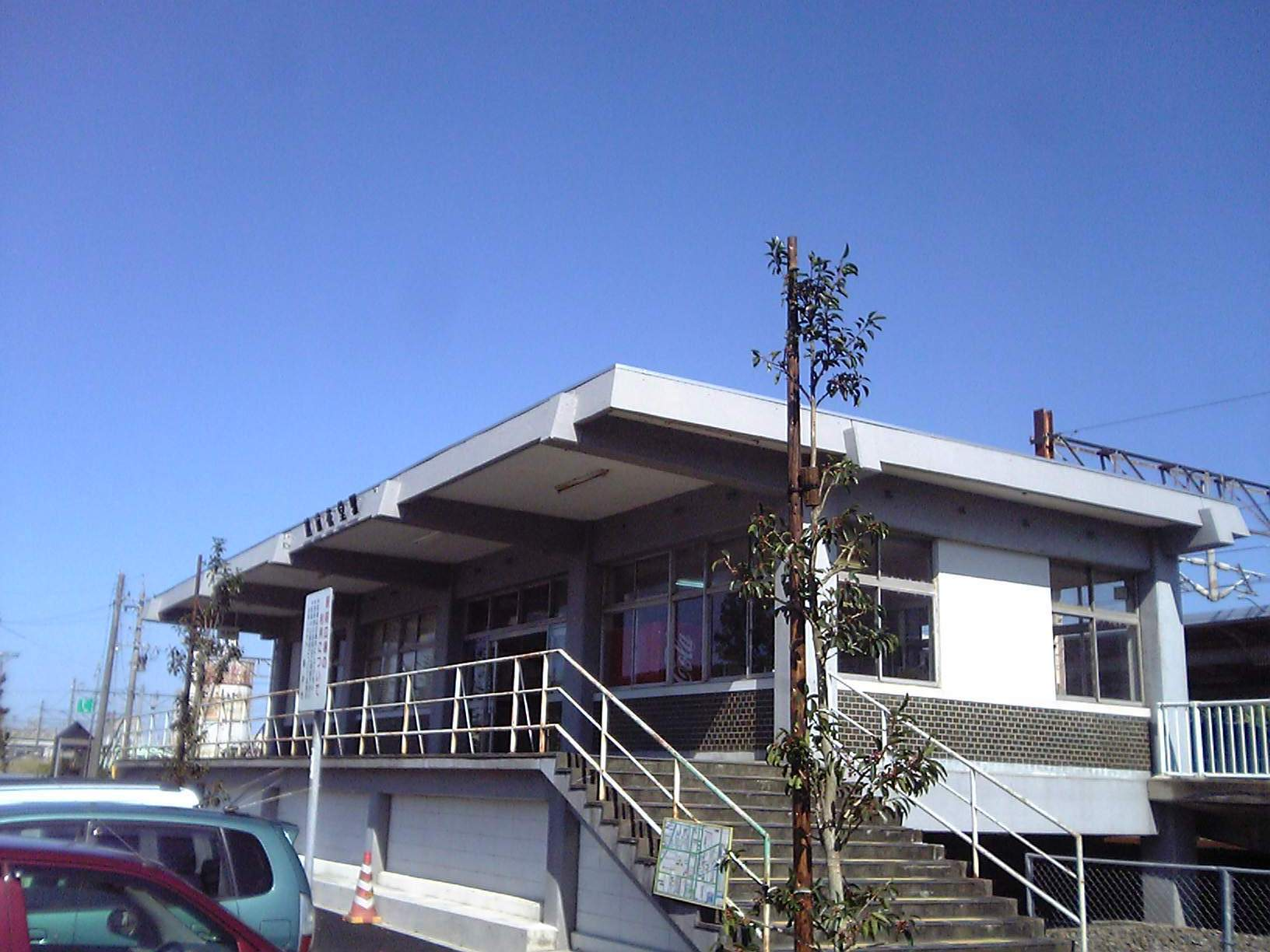
Bahnhof Echizen-Hanandō (2009).

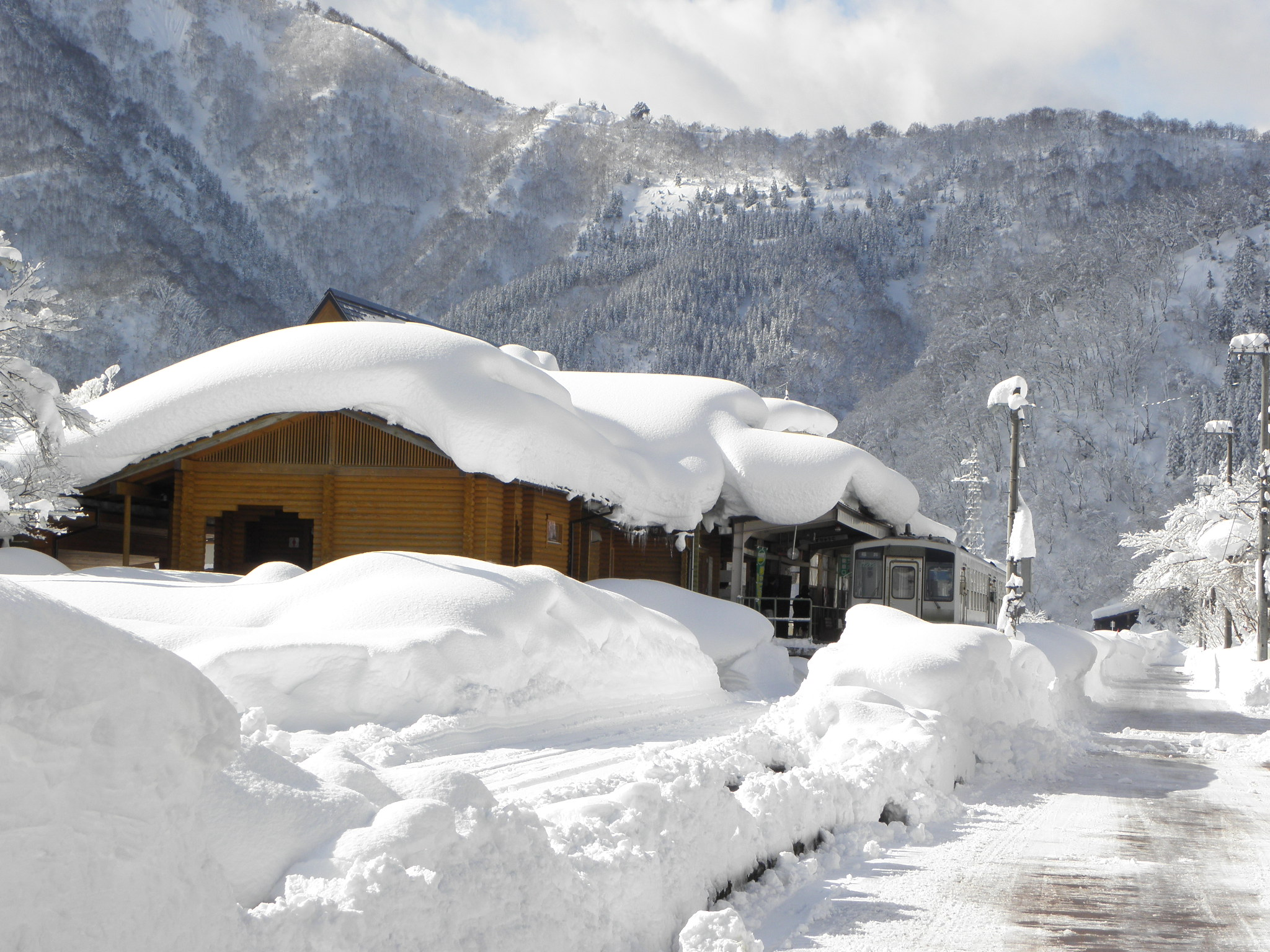
Bahnhof Kuzuryūko (Winter 2010).

Die Strecke wurde als Etsumi-hoku-sen 1960 eröffnet und bis 1995 unter diesem Namen betrieben. Geplant war ein Ausbau mit eventueller Anbindung an die Etsumi-nan-Linie (越美南線) in Hokunō (北濃). Wegen absehbarer hoher Baukosten für Tunnel baute man die letzten 24 Kilometer nicht. Bis 2004 gab es für diesen Abschnitt einen Bahnbus, der aus Ōno zum Bahnhalt Mino-Shirotori (美濃白鳥駅) verkehrte.
Eröffnung war Ende 1960 auf zunächst 43,1 km zwischen Minami-Fukui ↔ Echizen-Hanandō ↔ Kadohara. Entlang der Strecke wurden im Laufe der Jahre weitere Haltepunkte eingerichtet. Die Verlängerung bis Kuzuryūko (10,2 km) eröffnete am 15. Dezember 1972. Auf diesem Teilstück ist der 5251 Meter lange Arashima-Tunnel.
Die gesamte Strecke der 52,5 Kilometern langen Stichbahn verläuft auf dem Gebiet der Gemeinden Fukui und Ōno. Es gibt 22 Haltepunkte. Obwohl alle Züge die 2,6 km bis Fukui durchfahren, ist der eigentliche Ausgangsbahnhof der Strecke heute Echizen-Hanandō, wo man in die Hokuriku-Hauptlinie umsteigen kann. Der Bahnhof Minami-Fukui wurde 1987 geschlossen.
Kuzuryūko liegt am Ende des gleichnamigen 1962–1968 geschaffenen Stausees. In dessen Damm befindet sich ein Kraftwerk mit 220 MW Leistung. Beliebt ist der See im Sommer bei Anglern. Die Region ist auch ein Wintersportgebiet, bedingt durch die Erderwärmung geht seit Jahrzehnten der Schneefall und damit der entsprechende Betrieb zurück.
Von 1980 bis 1997 fuhren saisonal Okuetsu-gō genannte Urlauber-Schnellzüge. Auch der reguläre Schnellzugverkehr wurde 2001 aufgegeben. Seitdem halten alle Züge an allen Stationen. Sonderzüge fahren an einigen Wochenenden im Mai und Oktober, wenn in Kuzuryūko Festivals stattfinden. Nur diese haben Schaffner, ansonsten ist seit 1990 komplett auf Ein-Mann-Betrieb umgestellt.
Im Juli 2004 wurden nach schweren Regenfällen fünf Brücken weggespült. Pendelbetrieb zwischen Echizen-Hanandō ↔ Ichijōdani sowie Miyama ↔ Echizen-Ōno konnte im September schon wieder aufgenommen werden. Die Gesamtstrecke war erst zum 1. Juli 2007 wieder hergestellt. Das Gleisbett ist heute auf 65-85 km/h Höchstgeschwindigkeit ausgelegt.
Wie überall im ländlichen Japan sind die Passagierzahlen rückläufig. Von durchschnittlich 772 Fahrgästen 1987, verringerte sich die Zahl der Mitfahrenden auf 378 im Jahre 2018. Wochentags fahren 2019 auf der Gesamtstrecke nur noch vier Zugpaare täglich. Einige mehr sind zwischen Ōno und Fukui unterwegs.
In den kaum befahrenen oberen Streckenbereichen gibt es kein Signalsystem, die Streckenfreigabe erfolgt auch 2019 mit Zugstäben.
Güterzüge
Güterverkehr begann 1965 auf dem Abschnitt Echizen-Ōno ↔ Kadohara, was aber schon 1968 verkürzt wurde. Auch der restliche Frachtbetrieb, der zwischen Minami-Fukui ↔ Echizen-Ōno stattfand, wurde 1982 endgültig eingestellt.
Die heute nahe dem Bahnhof Kuzuryūko ausgestellte Dampflok 28651, Baujahr 1919, war 1968–1973 in Fukui basiert als Güterlok im Einsatz.

### Fuhrpark

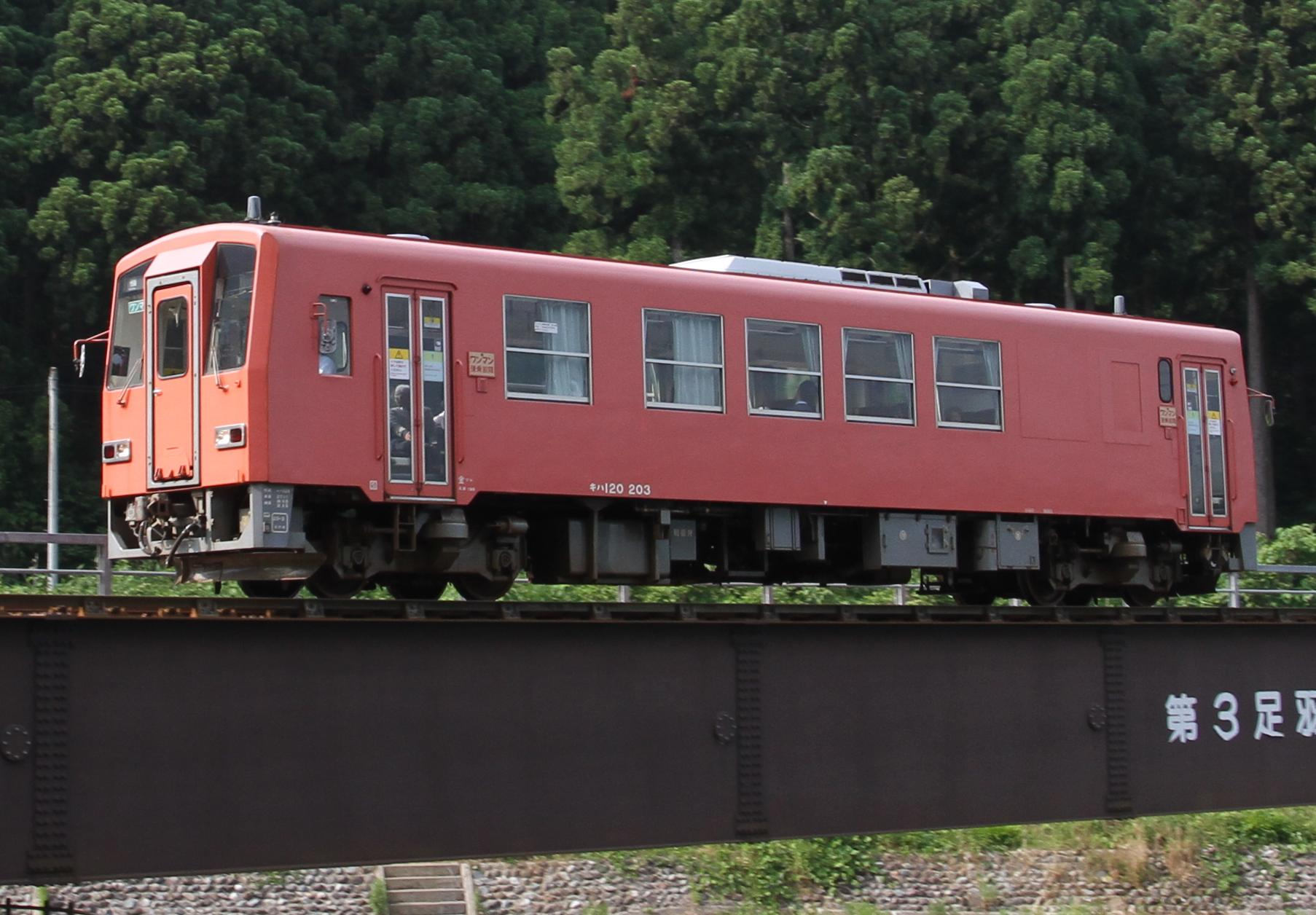
KiHa 120-Dieseltriebwagen, ein Standardmodell der JR West (2012) in der seit 2011 gebräuchlichen Lackierung.

Es stehen fünf KiHa 120-Triebwagen zur Verfügung. Normalerweise wurden zwei zusammengekoppelt, im morgendlichen Berufsverkehr ab Ōno auch drei.
Die Fahrzeuge Kioka 58-1114 und Kiha 28-2360 wurden 2005 übernommen, da ihre alte Einsatzstrecke elektrifiziert wurde. Umgebaut als Ein-Mann-Fahrzeuge nutzte man sie einige Jahre vor allem im Abendbetrieb. Wie auf vielen Strecken in Japan begann man 2006 Toiletten in die Züge einzubauen.